# Wahlscheid
Wahlscheid ist ein Stadtteil von Lohmar im Rhein-Sieg-Kreis in Nordrhein-Westfalen. Bis zum 1. August 1969 war Wahlscheid eine eigenständige Gemeinde, zu der auch die heutigen Lohmarer Stadtteile Agger, Dahlhaus, Durbusch, Hausen, Höffen, Honrath, Hove, Mackenbach, Münchhof, Neuhonrath, Oberstehöhe und Scheid gehörten.

## Lage und Beschreibung
Der Ort liegt ca. sechs Kilometer nördlich vom Hauptort Lohmar direkt an der Bundesstraße 484. Wahlscheid wird aufgrund seiner Lage im unteren Aggertal auch als das „Tor zum Bergischen Land“ bezeichnet. Wahlscheid liegt größtenteils im Tal der Agger und ist von kleinen Ortschaften und Dörfern an den Berghängen umgeben, die früher zur ehemaligen amtsfreien Gemeinde Wahlscheid gehörten. An der rechten Aggerseite liegen Schiffarth, Scheid, Spechtsberg und Birken nahe zum Ort Wahlscheid. Links zur Agger liegen Stolzenbach, Mackenbach, Kirchbach, Weeg, Münchhof, Dorpmühle, Schönenberg, Höffen, Hohn und Neuhonrath nahe zu Wahlscheid. Unter anderen aufgrund des Engagements des 1953 gegründeten Verkehrs- und Verschönerungsvereins Wahlscheid wurde das Dorf mehrfach mit vorderen Platzierungen der Wettbewerbe „Unser Dorf soll schöner werden“ bzw. „Unser Dorf hat Zukunft“ ausgezeichnet: 1999 und 2005 (zusammen mit Herchen) als Sieger im Wettbewerb des Rhein-Sieg-Kreises.

## Gewässer
Die Agger ist das größte Gewässer, das durch Wahlscheid fließt. Ihr Verlauf zeigt deutlich die Eingriffe des Menschen. So ist das Ufer größtenteils befestigt, insbesondere entlang der Straße Hammerwerk, in Wahlscheids Norden. Entlang des Fuß- und Radweges von Wahlscheid – Pastoratsweg nach Neuhonrath, im Wald gegenüber vom Schloss Auel – fließt die Agger jedoch natürlich und nicht begrenzt. Ihre Ufer zeigen unterschiedliche Ausprägungen, ein Mäandrieren des Gewässers ist hier möglich. Der Hohner Bach ist der einzige Nebenfluss der Agger, der direkt durch den Ortskern von Wahlscheid fließt. Er mündet von der linken Seite in die Agger. Der Steffensbach fließt als rechter Nebenfluss im Norden Wahlscheids der Agger zu. Im südlichen Wahlscheid bzw. südlich von Wahlscheid fließen der Kirchbach, der Mackenbach, der Atzenbach und der Stolzenbach als linke Nebenflüsse der Agger zu. Der Oberscheider Bach mündet als rechter Nebenfluss bei Schiffarth in die Agger. Zwischen Neuhonrath (Auelchen) und Wahlscheid mündet außerdem der Maarbach von links in die Agger. Bei Schloss Auel mündet außerdem der Aueler Bach rechtsseitig in die Agger.
Für die Agger und ihre Nebengewässer verantwortlich ist der Aggerverband mit Sitz in Gummersbach.

## Geschichte
Wahlscheid wird 1121 als Wahlescheit zum ersten Mal in einer Urkunde des Abtes Kuno I. der Abtei Siegburg erwähnt.

### Gemeinde Wahlscheid
Nach der Übernahme des Rheinlandes durch das Königreich Preußen wurde Wahlscheid eine Gemeinde und zugleich Sitz der Bürgermeisterei Wahlscheid, die 1927 in „Amt Wahlscheid“ umbenannt wurde. Später wurde Wahlscheid eine amtsfreie Gemeinde.
1967 lebten in der Gemeinde Wahlscheid in 23 Wohnplätzen 4837 Menschen. Davon waren 358 in der Land- und Forstwirtschaft, 794 im verarbeitenden Gewerbe und 619 im Dienstleistungsbereich beschäftigt. 913 Auspendlern standen 86 Einpendler gegenüber. An öffentlichen Einrichtungen waren 1967 vorhanden: 4 Volksschulen, ein Sportplatz, eine Turnhalle, 4 Büchereien und eine Gemeindepflegestation.
Im Zuge der kommunalen Neuordnung wurde diese am 1. August 1969 der Gemeinde Lohmar (seit 1991: Stadt Lohmar) zugeordnet. Die ehemalige Gemeinde Wahlscheid umfasste rund 100 Weiler und Einzelgehöfte.

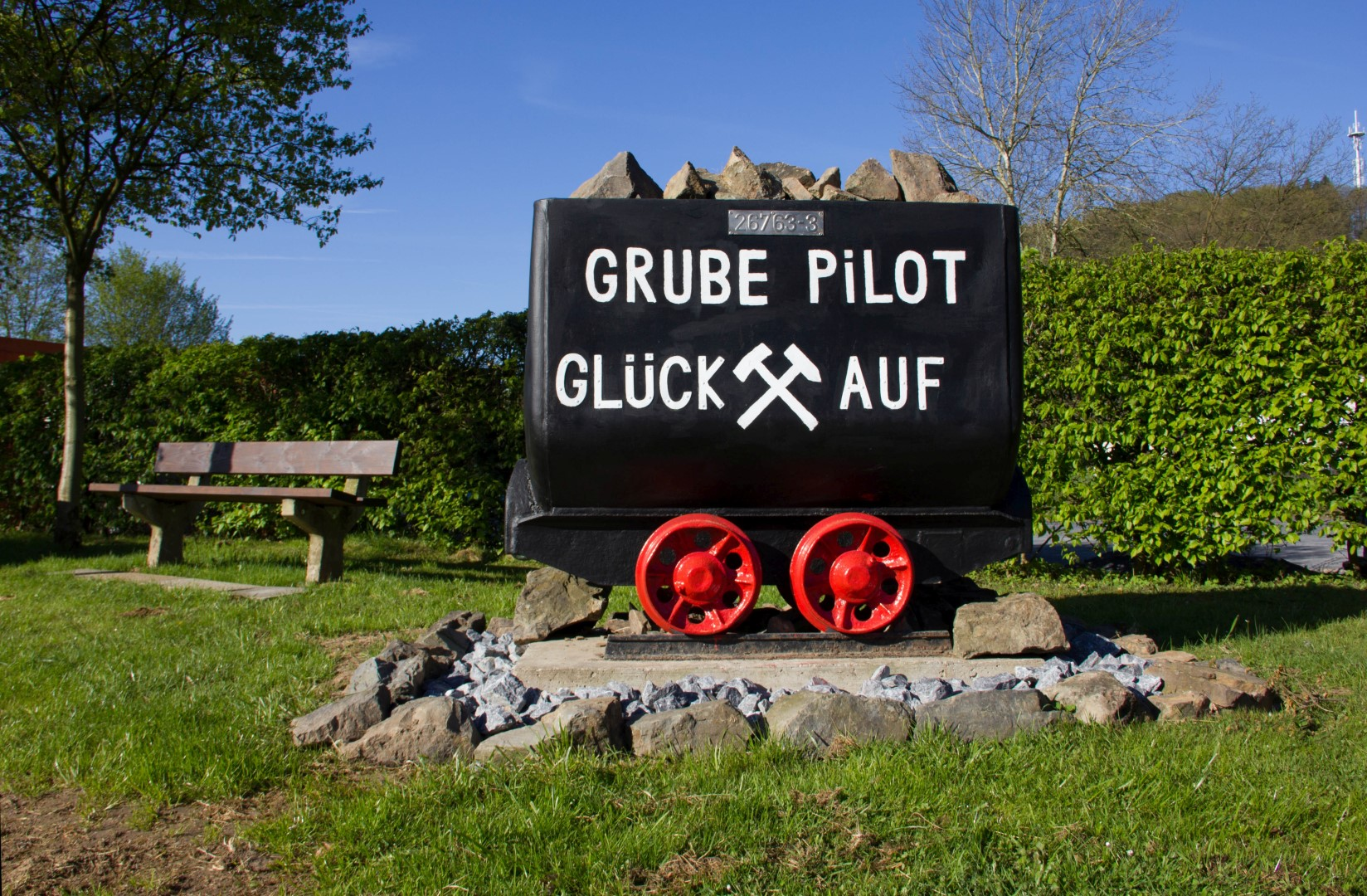
Lore der ehemaligen Grube Pilot auf der Museumsmeile des VVW

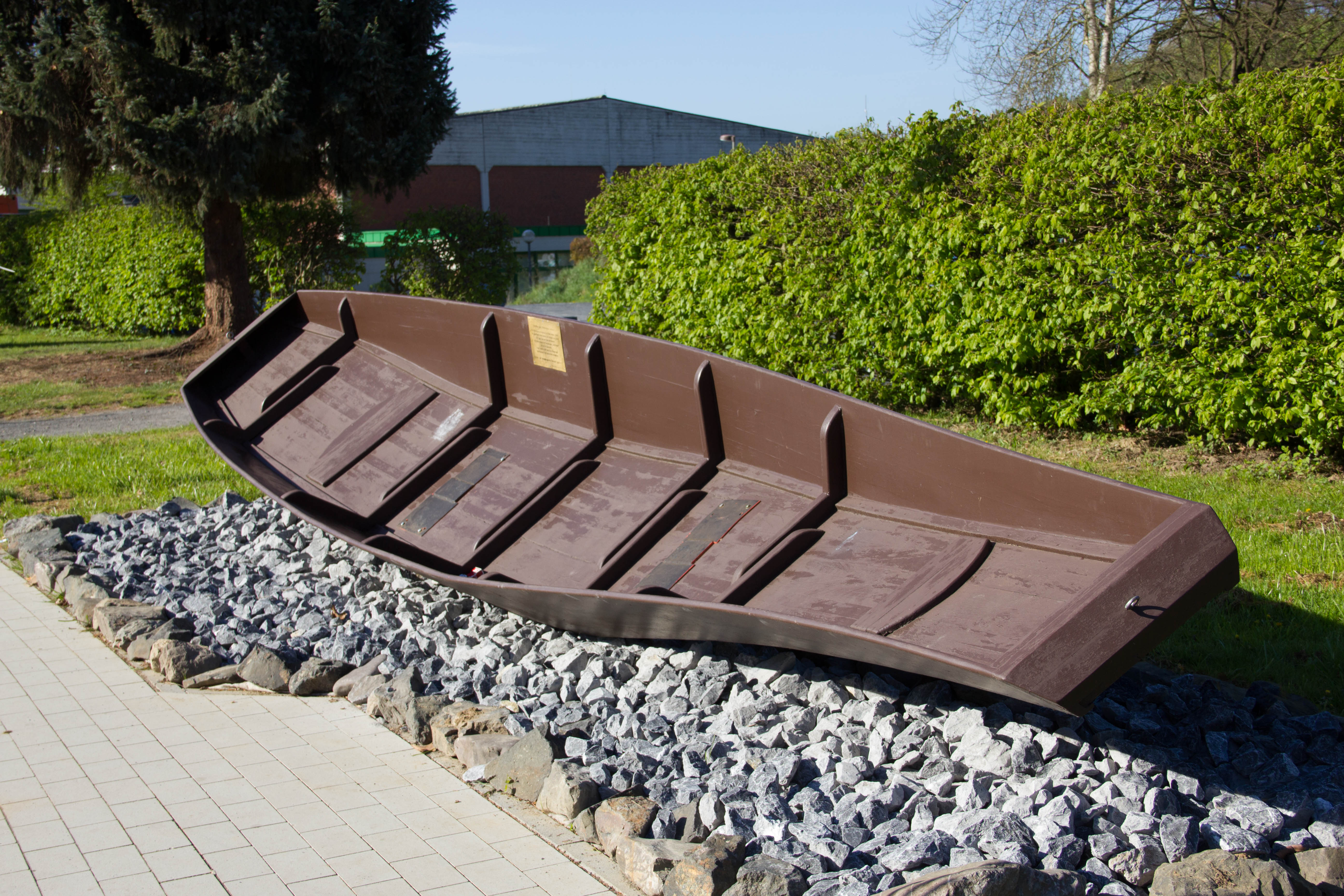
Nachbau eines Aggernachen auf der Museumsmeile des VVW

### Wirtschaftsgeschichte
Im Gebiet von Wahlscheid wurde schon zu römischer Zeit Bergbau betrieben. Vor allem Blei-, Kupfer- und Zinkerze sowie Schwefelkies wurden zuletzt abgebaut. Eine bescheidene Blütezeit erlebte der Erzabbau um Wahlscheid nochmals Mitte des 19. und Anfang des 20. Jahrhunderts. Mit der Schließung der Erzgrube Lüderich endete 1978 der Bergbau im Bergischen Erzrevier. Im ehemaligen Gemeindegebiet von Wahlscheid befinden sich Überreste zahlreicher Erzbergwerke und mittelalterlicher Verhüttungsanlagen, die wie die 1917 geschlossene Grube Pilot (lag im Kirchbachsiefen) wieder der Öffentlichkeit zugänglich gemacht werden sollen.
Im Zeitraum von 1853 bis 1881 wurden dort 998 Tonnen Kupfererz, 71,4 Tonnen Bleierz, 190 Tonnen Zinkblende und 120 Tonnen Schwefelkies produziert. Die letzte Betriebsperiode Abfang des 20. Jahrhunderts lieferte eine Produktion von 31 Tonnen Kupfererz, 82 Tonnen Bleierz und 41 Tonnen Zinkblende. Eine weitere bedeutendere Kupfererzgrube – Grube Schubert – lag im Naafbachtal, in der Nähe der Ortschaft Bloch. Vielen Bewohner von Wahlscheid und den umgebenden Ortschaften fanden auf den Bergwerken zeitweise eine Anstellung. Eine ausführliche Darstellung der Geschichte dieser Bergwerke ist in der Publikation Metallerz-Bergbau im unteren Aggertal zu finden.
Außerdem wurde in Wahlscheid früher Schiffbau betrieben. In kleinen Werften auf dem Gebiet zwischen dem Aggerknick an der heutigen Naturschule Wahlscheid sowie dem Ortsteil Schiffahrth wurden Aggernachen hergestellt, die bis zu 15 Meter lang waren und z. B. auf dem Rhein für den Fährbetrieb zwischen Bonn und Beuel sowie zwischen Köln und Deutz eingesetzt wurden.

### Einwohnerentwicklung
| Jahr | Einwohner |
| ---- | --------- |
| 1816 | 1903      |
| 1843 | 2626      |
| 1871 | 2518      |
| 1905 | 2213      |
| 1961 | 3901      |
| 2017 | 3125      |

### Wahlscheid 2021
Wahlscheid 2021 ist ein Projekt der Lohmarer Stadtverwaltung, um im Rahmen der Wahlscheider Werkstattgespräche Wünsche und Vorstellungen von Wahlscheider Bürgern bezüglich der Entwicklung ihres Ortes zu ermitteln. Hintergrund dieser Gespräche war eine Diskussion, bei der Wahlscheider Bürger ein Ungleichgewicht bei der Straßensanierung zwischen Lohmar und Wahlscheid bemängelt hatten.

## Sehenswürdigkeiten

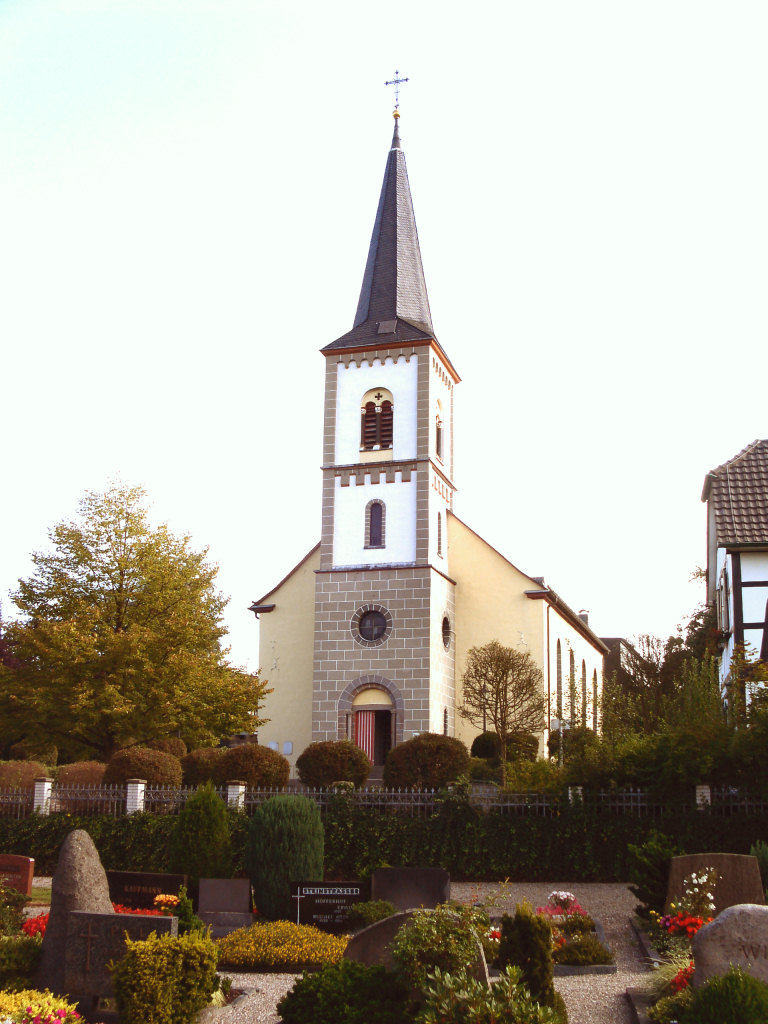
Evangelische Kirche St. Bartholomäus, Wahlscheid

### Kirchen
Im Jahre 1166 gab es in Wahlscheid eine romanische Kirche, die vermutlich um 1000 gebaut wurde, jedoch nicht erhalten ist. 1557 wurde Wahlscheid, so wie die Nachbargemeinden Honrath, Seelscheid und Volberg (heute: Rösrath-Hoffnungsthal), protestantisch. 1813 wurde die alte Kirche abgerissen und begannen die Arbeiten an der neuen Bartholomäus-Kirche, wie sie heute zu sehen ist. Der Westturm stammt aus dem Jahr 1870. Als in den 1960er Jahren der Künstler Hermann Gottfried die bunten Glasfenster schuf, wurde diese moderne Kunst an ihrer Kirche von den Wahlscheidern heftig diskutiert.
Die katholische Kirche St. Bartholomäus im Tal wurde 1965 gebaut und erhielt von der evangelischen Kirche eine Skulptur des Namensgebers als Geschenk.

### Schloss Auel

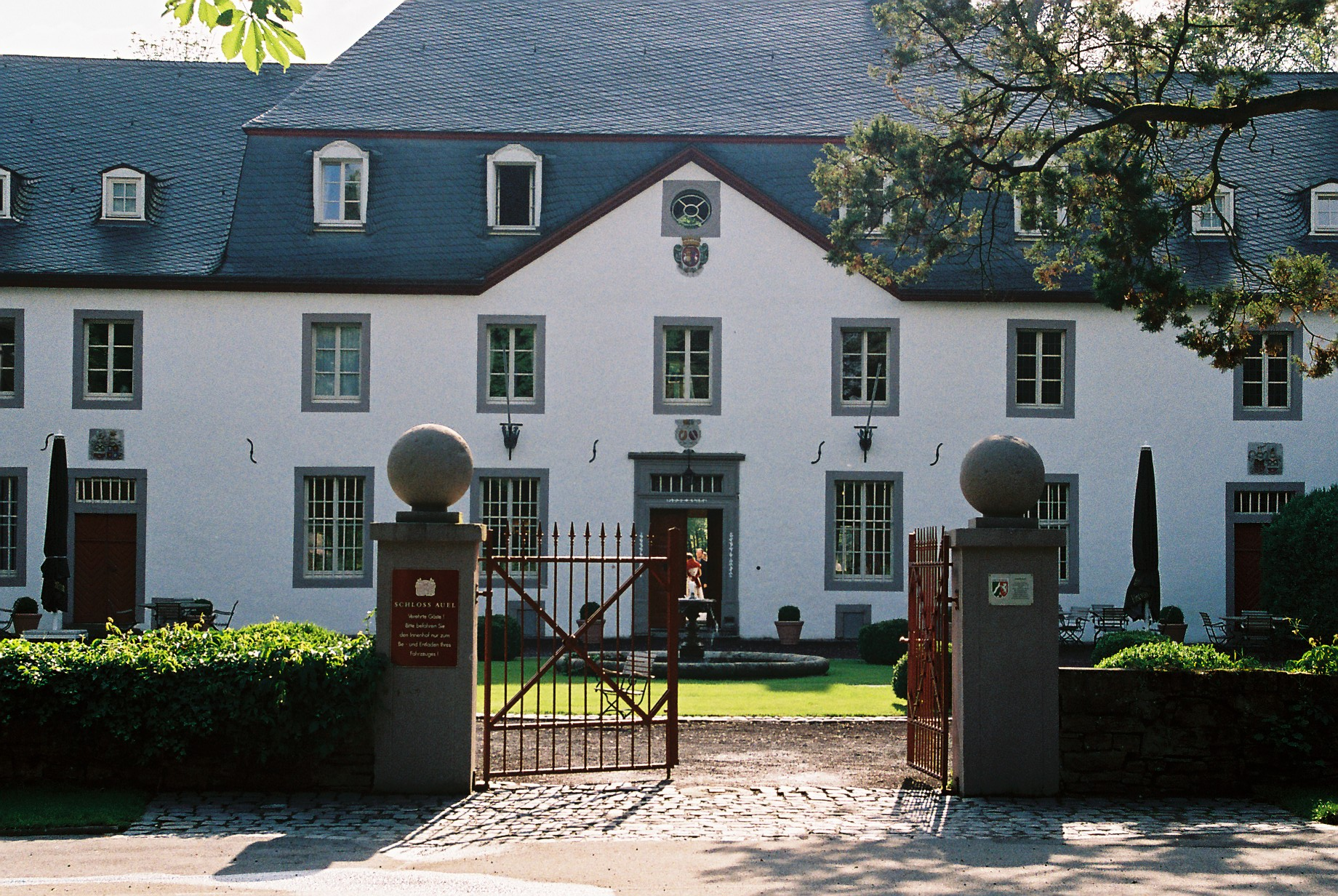
Schloss Auel

Nördlich von Wahlscheid liegt das erstmals 1391 als Wasserburg unter Peter van Auel urkundlich erwähnte Schloss Auel. Seine heutige dreiflügelige Form erhielt es in der Barockzeit. 1811 war Napoleon während einer Armeeinspektion im Schloss Auel zu Gast. Seit 1951 wird es als Hotel geführt.

### Aggertal
Wahlscheid gilt aufgrund seiner Lage in diesem als landschaftlich reizvoll beschriebenen Gebiet als „Perle des Aggertals“. Der Landschaftsgarten Aggerbogen ist eine naturnah gestaltete Auenlandschaft an der Agger.

### Aggerschlösschen
Unmittelbar an der 2014 neu eingeweihten Beton-/Holzbrücke der K39 befindet sich die Gaststätte Aggerschlösschen, die zu Beginn des 20. Jahrhunderts entstand. Aufgrund seiner Lage unmittelbar an der Agger bzw. am Landschaftsgarten Aggerbogen und des Blicks auf Wahlscheid ist das Lokal ein Ausflugsziel.

### Museen
Seit 1986 betreibt Kurt Oberdörster das Motorrad- und Heimat-Museum. Der Schwerpunkt liegt bei Motorräder der Marke Zündapp. Ausgestellt sind 100 Motorräder, 35 Mopeds, 12 Fahrräder, 29 Motoren und mit dem Zündapp Janus auch ein Auto.

## Einrichtungen

### Evangelisches Altenheim Wahlscheid (Mathildenstift)

Stifterehepaar Mathilde und Wilhelm Frackenpohl 1903

Am 27. Mai 1903 stiftete Wilhelm Frackenpohl aus Kreuznaaf zum Gedächtnis an seine Frau Mathilde der Evangelischen Kirchengemeinde ein Haus an der Wahlscheider Straße im Aggerhof und 10.000 Mark.
Unter Pfarrer Fritz Pleuger wurde 1951 beschlossen, das im Krieg beschädigte Mathildenstift nicht wieder in Stand zu setzen, sondern an neuer Stelle auf dem Rösemig ein Altenheim zu bauen. 1959 entstand ein erster Erweiterungsbau, 1961 folgte ein Wohnheim für Schwestern und Mitarbeiter. 1969 war der Bau des Geschäftsführerhauses. 1972 folgte ein zweiter Erweiterungsbau. 1981 war ein Neu- und Umbau mit 112 Plätzen. 1982 kam es zur Gründung des Altenheimbesuchskreises.
1986 erfolgte der Bau von 34 Altenwohnungen. 1994 entstand der Anbau Cafeteria und 1996 der Anbau Abschiedskapelle. 2003 folgte ein weiterer Neu- und Umbau, eine Festwoche wurde zum hundertjährigen Jubiläum veranstaltet. 2004 entstand ein Fahrstuhlturm zur Wahlscheider Straße. 2008 war die Inbetriebnahme des Altenheims in Lohmar. Heute hat das Evangelische Altenheim Wahlscheid 112 Plätze und ist der größte Arbeitgeber in Wahlscheid.
Das Haus wird auch heute immer noch gerne liebevoll „Mathildenstift“ genannt.

### Gemeinschaftsgrundschule Wahlscheid
Die Gemeinschaftsgrundschule Wahlscheid (GGS Wahlscheid) befindet sich ein paar Kilometer außerhalb von Wahlscheid in der Krebsauler Straße im Ortsteil Neuhonrath.  Die GGS bietet offene Ganztagsbetreuung.

### Kindertageseinrichtungen
Einrichtungen in Wahlscheid und NeuhonrathKindergärten und Kindertageseinrichtungen. Stadt Lohmar, abgerufen am 25. August 2020.
- „Aggerwichtel“
- Integratives Montessori-Kinderhaus Wahlscheid
- Städtische Kita „Rathausflöhe“
- St. Mariä Himmelfahrt (Neuhonrath)
- Villa Regenbogen (Neuhonrath)

### Naturschule Aggerbogen

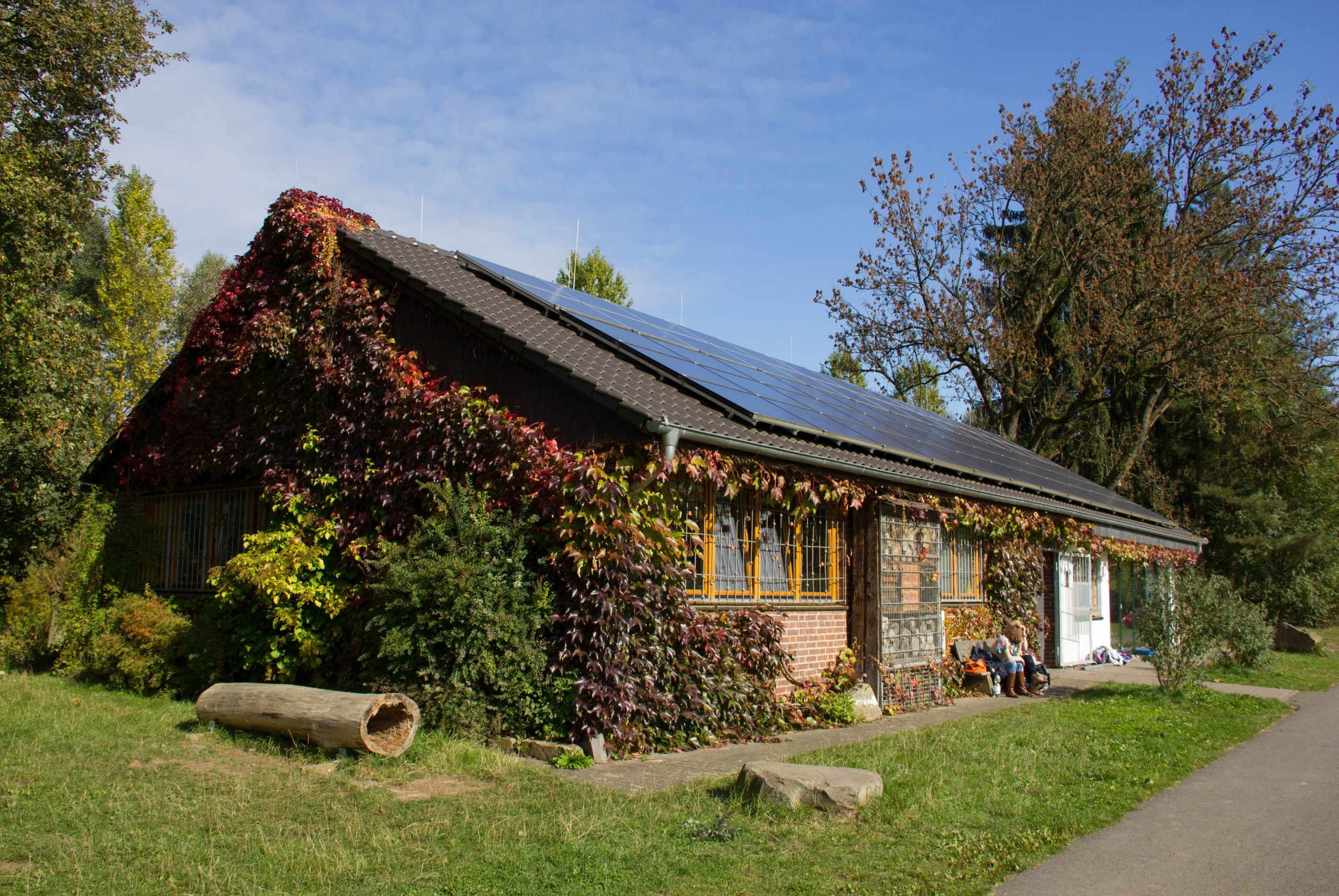
Haus der Naturschule Aggerbogen

In der Naturschule Aggerbogen, die sich im Landschaftsgarten Aggerbogen befindet, beantwortet ein Naturschul-Team Fragen zu Wasser und Abfall, Natur- und Landschaftsschutz, alternative Energien und Beantragung der Fördermittel. Unterstützt wird die Naturschule hierbei vom Naturschutzbund Deutschland (NABU). Im Rahmen der Regionale 2010 ist die Naturschule ein Standort für das Projekt „Brückenschläge Natur und Bildung“, bei dem naturbezogene Bildungsangebote, insbesondere für Jugendliche, vorgesehen sind. Dabei steht die Selbsterfahrung der Natur konzeptionell im Mittelpunkt.
Kontrovers diskutiert wurde in der Presse, ob das Gebäude der Naturschule Aggerbogen im Naturschutzgebiet stehen bleiben darf oder außerhalb stehen muss. Die Entscheidung fiel im Rahmen einer baulichen Erweiterung zugunsten des alten Standortes im Naturschutzgebiet.

## Freizeit

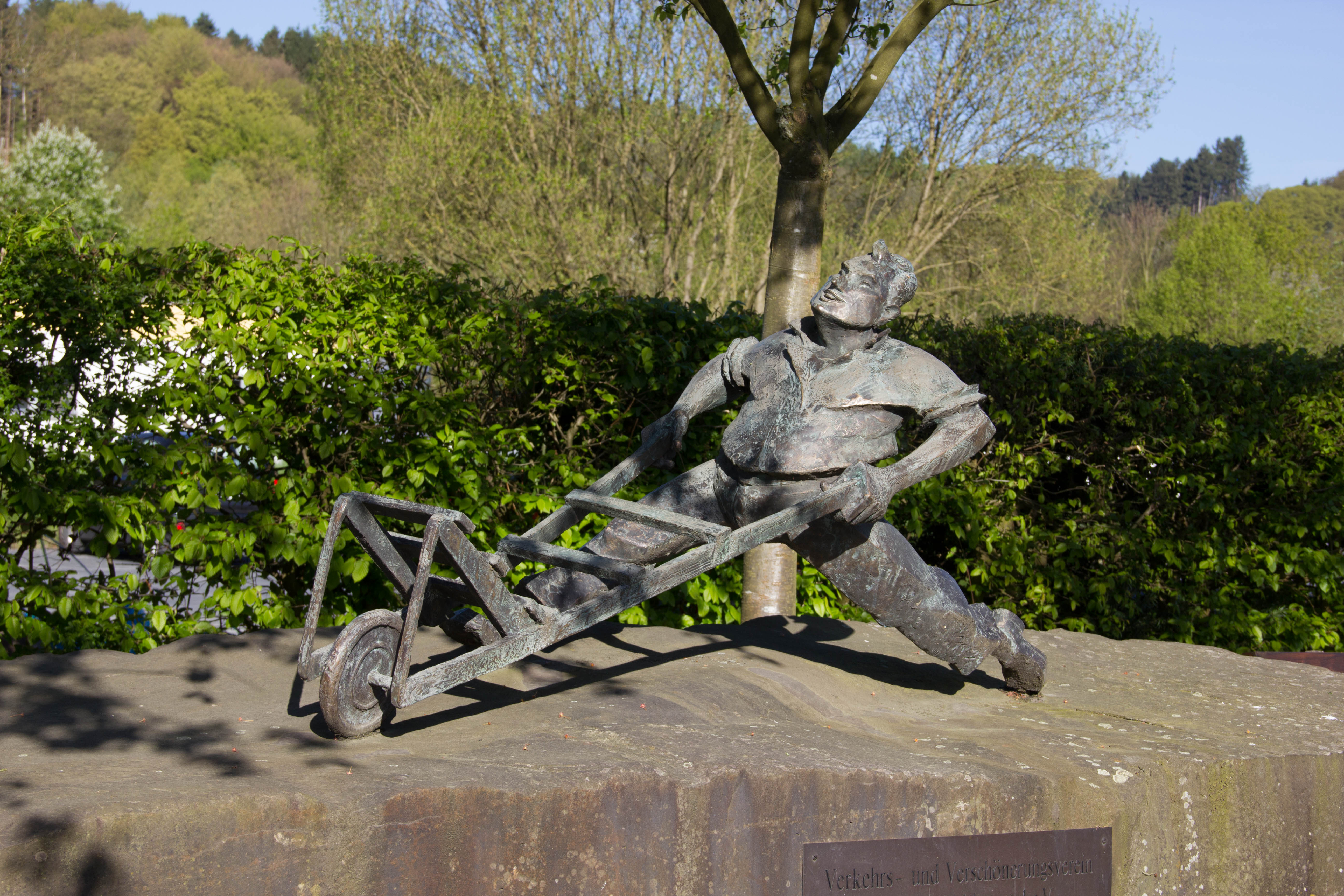
Skulptur eines Schürgers auf der Museumsmeile des VVW

### Brauchtum
Die von den ansässigen Ortsvereinen veranstaltete Kirmes findet an drei Tagen statt. Der Beginn ist am Samstag ein ökumenischer Moritatengottesdienst auf dem Vorplatz der evangelischen Kirche St. Bartholomäus. Am folgenden Sonntag findet ein umfangreicher Flohmarkt statt. Als Höhepunkt der Kirmes gilt der Kirmesmontag (letzter Montag im August), der in Wahlscheid als der „höchste Feiertag“ im Jahr gilt. Dort finden nach dem traditionellen Wagenkorso mit Fußgruppen, der für die Wahlscheider der „Ersatz“ für den Rosenmontagsumzug darstellt, die Läufe des Schörreskarrenrennens statt. Über dieses Rennen übernahm zeitweilig der WDR die Berichterstattung und beim Prominentenlauf waren unter den Teilnehmern auch Persönlichkeiten aus Funk und Fernsehen. Nach dem montäglichen Feuerwerk als Abschluss der Kirmes wird rituell der Kirmeskerl verbrannt.

### Kultur

#### Chöre
In Wahlscheid gibt es drei Chöre, den Männergesangverein Frohsinn Höffen e. V., den Männerchor Wahlscheid 1879 e. V., der im Jahre 2015 in Miteinanderchor umbenannt wurde, da er zwischenzeitlich gemischt singt und den Kirchenchor Wahlscheid (früher evangelischer Singekreis). Der Männerchor Höffen besteht seit 1913, der Miteinanderchor Wahlscheid seit 1879 und der Kirchenchor Wahlscheid seit 1969. Letzterer wurde ursprünglich als Frauenchor gegründet, singt aber seit 2008 gemischt.

#### Evangelischer Kinderkirchenchor Wahlscheid
Der KiKiChor der Evangelischen Kirchengemeinde Wahlscheid besteht seit 1982. Er umfasst mehrere Gruppen von Mini-Chor über Jugendchor, Orffgruppe, Band bis zu Theatergruppen, Zirkusworkshop.
Die musikalische Kinder- und Jugendarbeit ist einer der Schwerpunkte der Gemeindearbeit der Ev. Kirchengemeinde Wahlscheid. Es gibt neben Chor- und Orff-Gruppen eine Gemeindeband, Tanzgruppen und Instrumentalkreise. Dieser thematische Schwerpunkt liegt an der akademischen Schulmusik-Ausbildung der Jugendleiterin.
Ein weiterer Schwerpunkt ist eng mit der Musik verzahnt und bildet die Theaterpädagogische Arbeit. Kinder und Jugendliche studieren in altersgemischten Gruppen jährlich ein Musical ein. Zur Musical-Arbeit gehören auch Kostüme nähen, Kulissen bauen, Licht und Ton-Technik und die PR-Arbeit, an die die Jugendlichen mit Unterstützung der Eltern herangeführt werden.
Elternarbeit ist ebenfalls ein Bestandteil der Kinder- und Jugendarbeit. Sie reicht von Hilfestellung in familiären oder schulischen Problemsituationen bis zum Elternchor, der sich wöchentlich trifft.
Für Jugendliche ab 12 Jahren, gibt es die Jugendgruppe „Rumpelkammer“, die unter Anleitung älterer Jugendlicher oder von Eltern eine Computer-AG oder Koch-, Bastel- und Tanzgruppen wahrnehmen.
Im Jahr 2007 feierte der Chor sein 25-jähriges Bestehen. Am 1. Mai 2010 eröffnete der Chor gemeinsam mit der Naturschule Aggerbogen und dem Kulturamt der Stadt Lohmar die Lohmarer Kulturtage mit einem Freilichtspektakel im Langschauftsgarten Aggerbogen.

#### Traditionelle Rivalität von Wahlscheid zu Lohmar
Zwischen der ehemaligen amtsfreien Gemeinde Wahlscheid und der damaligen Gemeinde Lohmar hat sich eine große Rivalität entwickelt, die sich nicht im üblichen Wetteifern benachbarter Orte darstellt, sondern in der kommunalen Neugliederung und dem damit verbundenen Verlust der Selbständigkeit Wahlscheids begründet ist. In der Kultur schlägt sich dieses in der Kirmes nieder, wo die Wahlscheider die Lohmarer teils ironisch, teils zynisch und bissig aufs Korn nehmen. Auch im Alltagsleben sehen sich die Wahlscheider immer noch als eigenständig an, dieses wird auch durch Aufkleber und T-Shirts mit Bekenntnissen zum Wahlscheider-Sein bekundet.

### Sport

#### Turnverein Wahlscheid 1921 e.v.
Der TV Wahlscheid hat das breiteste Spektrum an Sportarten der Wahlscheider Sportvereine. Die Handball-Abteilung nennt sich auch die „Wahlscheider Wölfe“. Es gibt zudem Abteilungen für Badminton, Faustball, Gymnastik, Clip Dance/Hip-Hop, Karate, Turnen (inkl. Mutter-und-Kind-Turnen), Trimmen sowie Tennis und Tischtennis. Der Verein hat sich insbesondere zur Förderung des Jugendsports verpflichtet. Die Sportstätten befinden sich im Forum Wahlscheid, in der Max-Weber-Halle, in der Turnhalle der GGS Wahlscheid sowie in der Sportanlage Schlehecken. Die Vereinsfarben sind Grün-Weiß.

#### Wahlscheider SV 1945 e. V.
Die Fußballmannschaften des 1945 gegründeten Wahlscheider Sportvereins spielen auf dem zum Kunstrasenplatz umgebauten Sportplatz an der GGS Wahlscheid sowie bei den jährlich stattfindenden Hallenturnieren im Forum Wahlscheid. Die 1. Mannschaft des WSV spielt in der Bezirksliga. Die A-Junioren spielen in der Sonderliga, die C- und D-Jugend spielen auch in der Kreissonderliga. Unter den Jugendmannschaften sind auch zwei Mädchenteams. Die Vereinsfarben sind Gelb-Schwarz.

#### TC Blau-Weiß Wahlscheid e. V.
Der Tennisclub Blau-Weiß hat seine Spielstätten neben dem Fußballplatz in Neuhonrath, wo das Clubheim unmittelbar an das Clubheim des WSV grenzt. Zwei ältere, weniger genutzte Plätze befinden sich neben dem Schloss Auel. Der Verein ca. 300 Mitglieder.

## Verkehr

### Straßen und Brücken
Die Umgehungsstraße von Wahlscheid ist die Bundesstraße 484. Außerdem enden in Wahlscheid die Kreisstraßen 39 und 49.
Es gibt in Wahlscheid vier Brücken über die Agger:
- Die Brücke von der B 484 nach Wahlscheid stellt im Bereich des Aueler Hofs den nördlichen Ortseingang von Wahlscheid dar. Lage
- Die Brücke der B 484 führt von der Ampelkreuzung im Bereich Wahlscheid-Nord als Teil der 1980 eröffneten Umgehungsstraße um den Ortskern von Wahlscheid herum.Lage
- Die 2014 erstellte Brücke, die die Holzbrücke ersetzt, die auf der K 39 (Schiffahrter Straße) zum Aggerschlösschen führt. Sie verbindet Wahlscheid mit dem Ortsteil Schiffarth.Lage
- Die 2014 neu gebaute geschwungene Brücke für Fußgänger und Fahrradfahrer die oberhalb der Naturschule im Aggerbogen gebaut wurde.Lage

### Linienbus
Wahlscheid gehört zum Tarifgebiet des Verkehrsverbund Rhein-Sieg (VRS).
Bushaltestellen: Schlossstraße, Aueler Hof, Wahlscheid Kirche, Schiffarther Straße, Im Müllerhof und Schmiede
- 545 Lohmar Mitte – Wahlscheid – Neuhonrath Grundschule
- 546 Lohmar Mitte – Donrath – Scheiderhöhe – Dahlhaus – Neuhonrath Grundschule – (Wahlscheid – Lohmar Mitte)
- 554 Wahlscheid – Honrath – Wickuhl – Durbusch – Dahlhaus (mit Anbindung an den Bahnhof Honrath bei Jexmühle)
- 557 Overath – Agger – Wahlscheid – Donrath – Lohmar – Siegburg (über Agger, Neuhonrath, Wahlscheid, Donrath, Lohmar)
- 558 Siegburg – Lohmar – Donrath – Scheiderhöhe – Durbusch – Wahlscheid (über Scheiderhöhe, Durbusch, Dahlhaus)

### Wanderwege

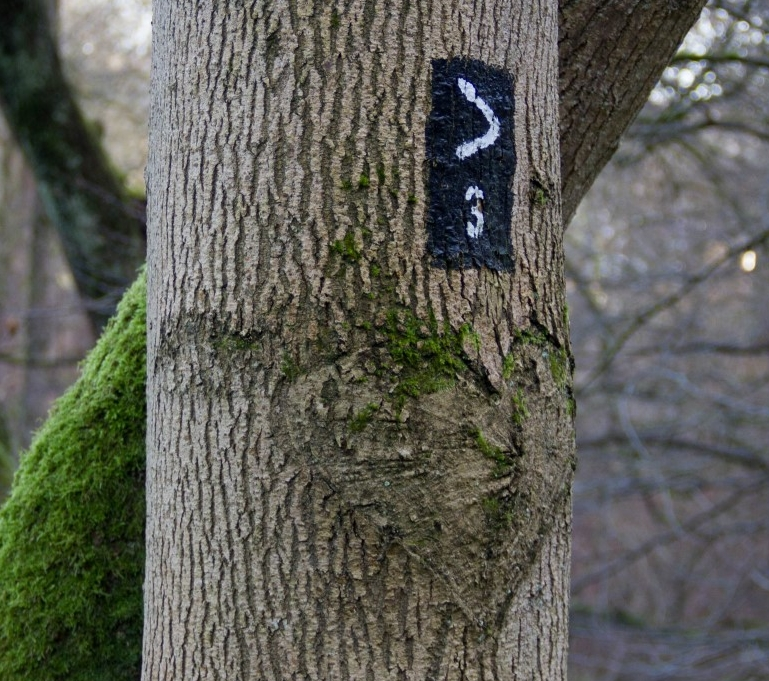
Wanderweg „Winkel drei“

- Am Pompeyplatz beginnen drei Rundwanderwege des Sauerländischen Gebirgsvereins (A1, A2 und A3).[34]
- Der Wanderweg „Winkel 3“ des Kölner Eifelvereins geht durch Wahlscheid.[35]

### Bahn
Der ehemalige Bahnhof Wahlscheid, mit dem Wahlscheid an die Bahnstrecke Siegburg–Olpe angeschlossen war, wurde 1960 geschlossen und dient seit den 1980er Jahren als Wohngebäude. Der nächstgelegene Bahnhof befindet sich seitdem in Honrath (Jexmühle) und bietet Anschluss an die Oberbergische Bahn (RB 25) von Marienheide nach Köln. Mittels der Buslinie 554 und dem AST ist Wahlscheid an den Bahnhof Honrath angeschlossen.

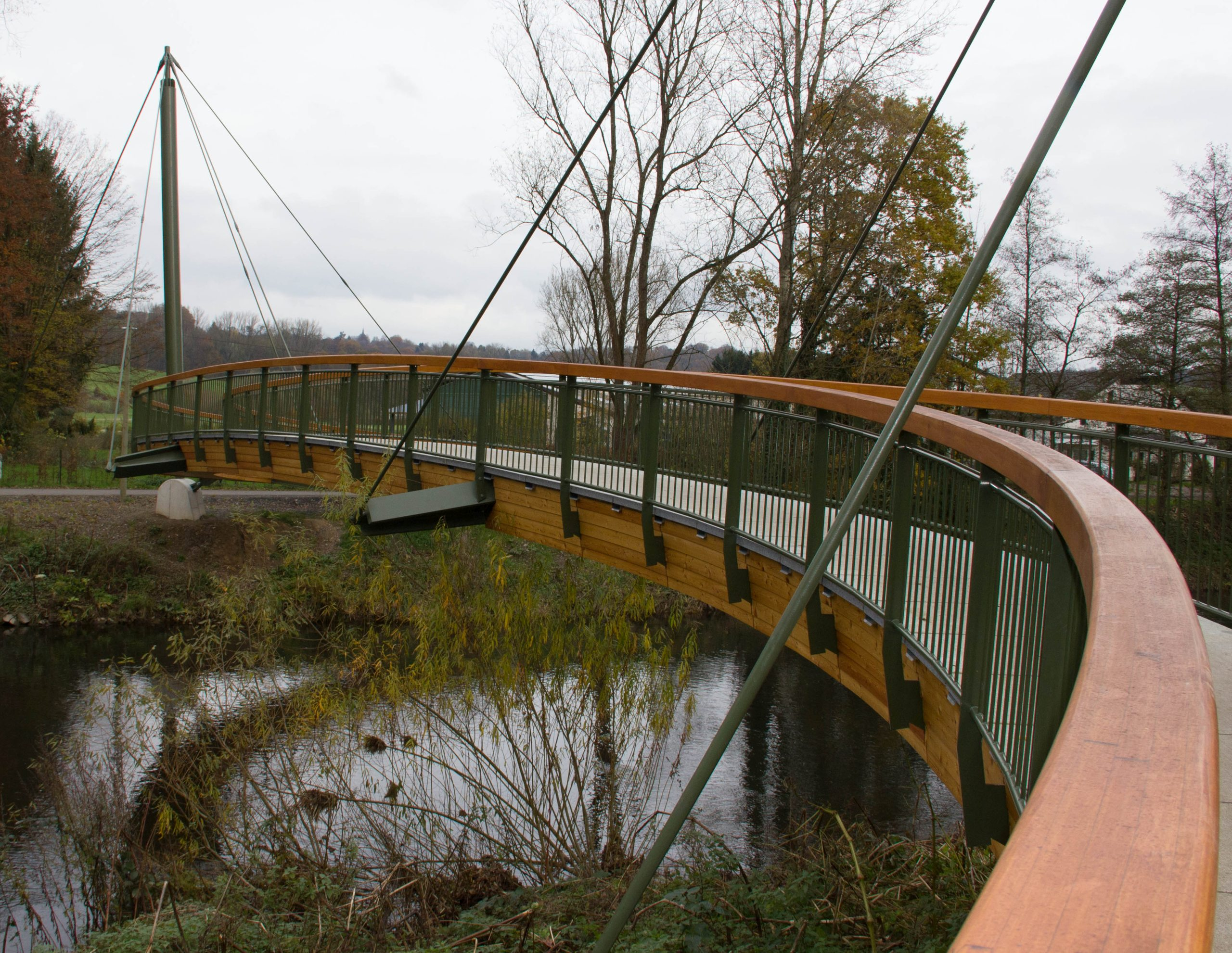
Fußgängerbrücke im Landschaftsgarten Aggerbogen

## Persönlichkeiten
- Johann Gregor Breuer (1821–1897), Lehrer und Pfarrer in Rosauel und Krebsauel, Gründer des ersten Gesellenvereins in Elberfeld (1846) und Wegbereiter des Kolpingwerks
- Johannes Philipp Höver (1816–1864), Stifter der Ordensgenossenschaft der Armen Brüder vom Heiligen Franziskus in Aachen
- Berta Lungstras (1836–1904), Gründerin des ersten evangelischen Frauenhauses in Bonn
- Otto Schiffbauer, von 1905 bis 1913 Telegrafenbauer und -betreiber in Deutsch-Südwestafrika
- Wilhelm Vierkötter (* 1841 im Ortsteil Kreuznaaf), Mutmaßlicher Erfinder des halven Hahns
- Ludwig und Elisabeth Weeg, Bauernehepaar und „Gerechte unter den Völkern“
- Dr. Gudrun Eschmann (* 1938), Ärztin und Trägerin des Bundesverdienstkreuzes
- Klaus Schönenberg (* 1951), Autor von Kriminal- und Geschichtsromanen sowie Kurzgeschichten
- Horst Becker (* 1956), Politiker (Bündnis 90/Die Grünen), Landtagsabgeordneter und Staatssekretär a. D.
- Michael Kohtes (* 1959), Essayist, Lyriker, Journalist und Literaturkritiker
- Claudia Wieja (* 1965), Bürgermeisterin von Lohmar